# فرودگاه اولو
فرودگاه اولو (به انگلیسی: Oulu Airport) (به زبان بومی: Oulun lentoasema) یک فرودگاه همگانی مسافربری با کد یاتا OUL است که یک باند فرود آسفالت دارد و طول باند آن ۲۵۰۱ متر است. این فرودگاه در شهر اولو (فنلاند) کشور فنلاند قرار دارد و در ارتفاع ۱۴ متری از سطح دریا واقع شده است.